# 野町駅
野町駅（のまちえき）は、石川県金沢市野町五丁目にある、北陸鉄道石川線の駅で始発駅である。駅番号はI01。

## 概要
1944年（昭和19年）まで松金線、1967年（昭和42年）まで金沢市内線と接続していた。現在は他の鉄道路線との連絡はなく、北陸鉄道グループの路線バスが金沢市中心部香林坊を経て金沢駅や兼六園、本津幡駅との間、また、野々市市中心部などとの間を結んでいる。
2009年（平成21年）11月1日に鶴来駅 - 加賀一の宮駅が廃止される前までは、毎年12月31日（大晦日）から1月1日（元日）にかけて、白山比咩神社への初詣客の輸送のため、当駅 - 加賀一の宮駅間の臨時電車が終夜多数運行されていた。

## 歴史
- 1922年（大正11年）10月1日：石川鉄道の駅として開業[2][5]。
- 1943年（昭和18年）10月23日：北陸鉄道の発足に伴い、同社石川線の駅となる[5]。
- 1970年（昭和45年）4月1日：白菊町駅の旅客営業廃止により[6]、旅客輸送の始発駅となる。
- 1972年（昭和47年）9月20日：白菊町駅 - 当駅間廃止により、石川線の始発駅となる[3][5]。
- 1984年（昭和59年）2月6日：当駅の車止めに電車が衝突する列車脱線事故が発生[7][8]、114人の負傷者を出す[9]。
- 1987年（昭和62年）11月28日：電車とバスの乗り継ぎの利便向上のため、駅舎を改築し「ジャンクションターミナル」を新設[5][10][11]。
- 2000年（平成12年）7月25日：サイクルトレインを本格実施[5]。
- 2003年（平成15年）：当駅と県庁前とを結ぶ電車接続路線バス「シティライナー」が運行を開始する。
- 2019年（令和元年）12月22日：金沢市立工業高等学校の生徒が制作した発車メロディの使用を開始する[12]。

## 駅構造
頭端式ホーム2面2線を有する地上駅。1番線は2両分、2番線はその倍程度の有効長を持つ。ただし、現在2番線は使用されておらず、架線が撤去されて事実上の休止状態となっており、1番線のみ使用されている。以前は年末年始に限り、加賀一の宮への臨時参詣電車が2番線に発着していた。
金沢市内線の廃止以前は、石川線の車両の定期検査も市内線の工場で実施されており、車両の回送のため市内線との連絡線が設けられていた。

### のりば
| 番線 | 路線     | 方向     | 行先     |
| ---- | -------- | -------- | -------- |
| 1    | ■石川線  | 下り     | 鶴来方面 |
| 2    | 使用停止 | 使用停止 | 使用停止 |

|  |  |  |  |

## 利用状況
- 北陸鉄道 - 2019年度の1日平均乗降人員は1,746人である[16]。
同社の駅では内灘駅に次いで第3位である。

| 1日乗降人員推移 | 1日乗降人員推移 |
| 年度            | 1日平均人数     |
| --------------- | --------------- |
| 2006年          | 1,867           |
| 2007年          |                 |
| 2008年          |                 |
| 2009年          |                 |
| 2010年          |                 |
| 2011年          | 1,597           |
| 2012年          | 1,630           |
| 2013年          | 1,686           |
| 2014年          | 1,636           |
| 2015年          | 1,691           |
| 2016年          | 1,674           |
| 2017年          | 1,712           |
| 2018年          |                 |
| 2019年          | 1,746           |

## 駅周辺
市中心部から南部に進む幹線道路である国道157号の裏手に位置しており、乗降客の多くは目的地との間で路線バスなどへの乗り継ぎを行っている。
金沢市内線の廃止以前は、金沢市中心部を走る同線が当駅で接続しており、より市街地に近かった白菊町駅は金沢市内線との接続がなかったことから、当駅のほうが利便性が高いため乗り継ぎターミナルとして機能していた。
繁華街の片町へは、犀川を挟んで、1.0km離れている。
- 津田駒工業本社
- 石川県立金沢中央高等学校
- 金沢市立泉中学校
- にし茶屋街
- 妙立寺（忍者寺）

## バス路線

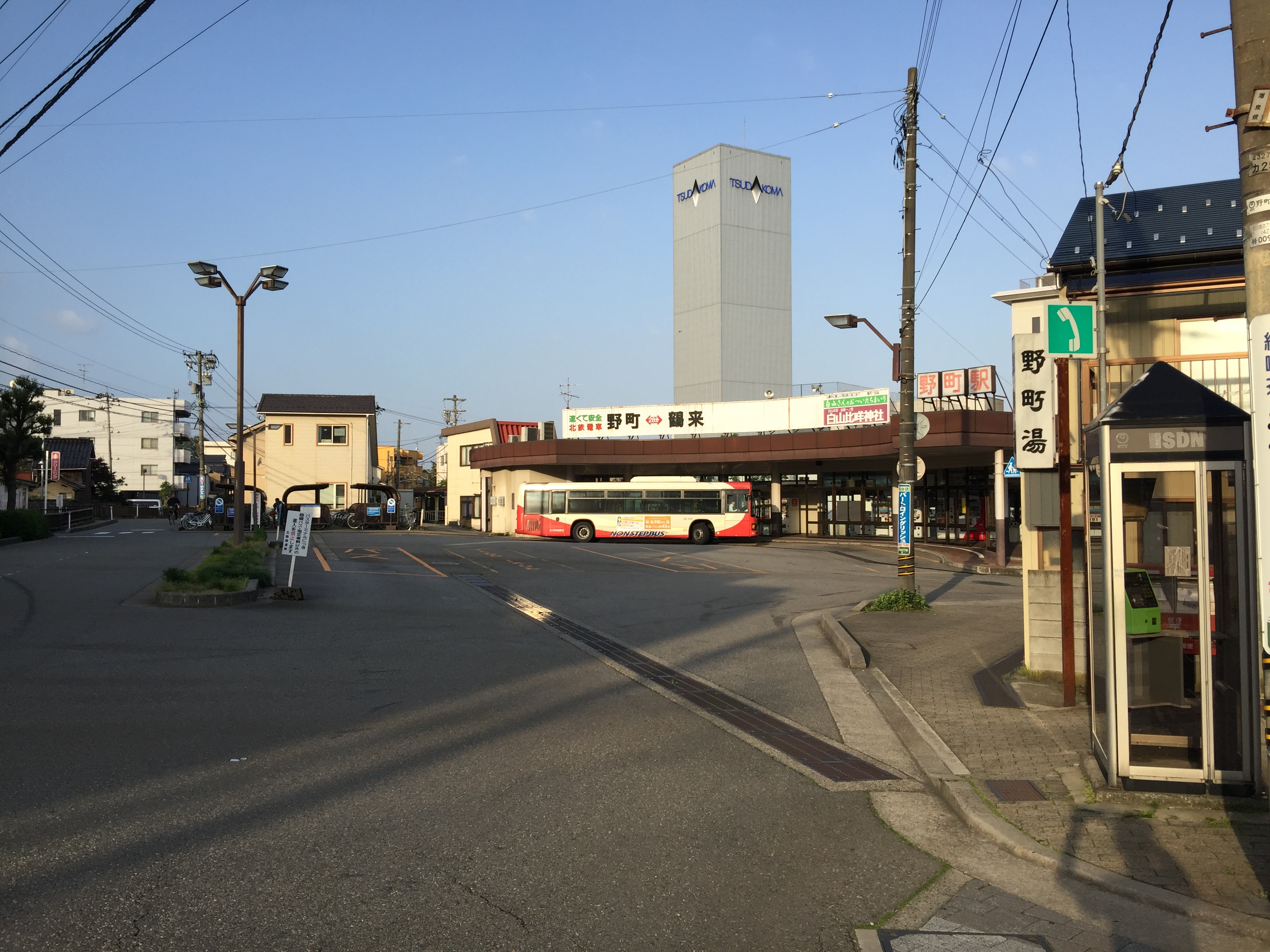
駅前に電車接続バス（シティライナー）が停車中

駅に直結してバスターミナルがあり、北鉄バス（北陸鉄道・北鉄金沢バス・北鉄白山バス）の以下の路線が乗り入れている。
- - シティライナー（中央病院線・畝田住宅線）
  - 錦町野々市線
  - 金石線
  - 津幡線

## サイクルトレイン
当駅と鶴来駅では、1人1台まで自転車を電車に持ち込むことができるサイクルトレインを実施している（冬季を除く、平日は一部時間帯・土日祝日は終日）。

## 隣の駅
北陸鉄道
■石川線
野町駅 (I01) - 西泉駅 (I02)